# Harwich
Harwich, Nederlands archaïsch: Haarwijk, is een havenstad en civil parish aan de Noordzee in Engeland. Het ligt in Essex, ongeveer 135 km ten noordoosten van Londen. Harwich ligt aan de zuidkant van de monding van de rivier de Orwell. Tegen Harwich aan ligt Dovercourt, zij vormen één bebouwing. Bij Harwich komen de rivier de Orwell en de Stour samen, zij monden samen meteen in de Noordzee uit.
Reizigers die met de veerdienst van Nederland naar Engeland gaan, komen in de haven van Harwich aan, op Harwich International Port. Voor de haven zijn vooral de schepen van de veerdiensten over de Noordzee belangrijk. De overslag van vrachtcontainers gebeurt in de havenplaats Felixstowe, aan de andere kant, aan de noordzijde van de riviermond. De veerdienst met Hoek van Holland wordt onderhouden door de Stena Line, de DFDS vaart naar Esbjerg in Denemarken. Vanaf de 17e eeuw tot in 1834 voerden de Britse posterijen een dagelijkse verbinding uit met de pakketboot van Hellevoetsluis naar Harwich viceversa. Post en passagiers werden per koets vanuit Londen vervoerd naar de haven van Harwich.
In Harwich en Dovercourt liggen drie stations: station Harwich Town, Dovercourt en Harwich International, in die volgorde. Er is een directe treinverbinding van het station Harwich International naar station London Liverpool Street en naar Cambridge. In Harwich Town zijn nog de restanten zichtbaar van een spoorwegemplacement uit de tijd dat treinen, beladen met passagiers, de veerboten op- en/of afreden.